# Terebra subulata
Espèce
Synonymes
- Buccinum subulatum Linnaeus, 1767
- Terebra fusca Perry, 1811
- Terebrum tigreum Montfort, 1810
- Vertagus subulatus (Linnaeus, 1767)

Terebra subulata est une espèce d'escargot de mer, un mollusque gastéropode de la famille des Terebridae, les escargots tarières.

## Description
Les coquilles de Terebra subulata peuvent atteindre 115 mm de longueur et 16 mm de large. Elles ont environ 25 verticilles bien arrondis et un bout pointu. L'ouverture est très petite et la lèvre extérieure est mince. La columelle est tordue et le fasciole[pas clair] petit. Le canal antérieur est tronqué et incurvé. La coquille est sculptée avec de fins fils axiaux et de faibles rainures en spirale irrégulières, et la zone sous la suture est soulevée en une bande en spirale. La couleur de la coquille est crème avec deux rangées de taches carrées brun foncé sur les premiers verticilles et trois rangées sur le verticille du corps.

## Distribution et habitat
Cette espèce de gastéropode marin à spire peut être trouvée des côtes de l'Afrique de l'Est et de Madagascar à la Polynésie orientale, au Japon, à Hawaï et en Australie, jusqu'à une profondeur de 10 m.

## Régime alimentaire
Terebra subulata s'enfouit dans le sable et se nourrit de vers polychètes et enteropneustes vivant dans le sable. Elle pique ses proies avec les dents de sa radula et les paralyse avec son venin, qui est toxique pour les annélides et les nématodes, mais inoffensif pour les vertébrés.